# Condado de Cumberland (Maine)
El condado de Cumberland (en inglés: Cumberland County) fundado en 1760 es un condado en el estado estadounidense de Maine. En el 2000 el condado tenía una población de 265.612 habitantes en una densidad poblacional de 123 personas por km². La sede del condado es Portland.

## Geografía
Según la Oficina del Censo, el condado tiene un área total de 3152 km² (1217,0 mi²), de la cual 2165 km² (835,9 mi²) es tierra y 987 km² (381,1 mi²) (31.34%) es agua.

### Condados adyacentes
- Condado de Androscoggin - norte
- Condado de Sagadahoc - noreste
- Condado de York - suroeste
- Condado de Oxford - noroeste

### Carreteras principales
- Interstate 95
- Interstate 295
- U.S. Route 302
- U.S. 1
- Maine State Route 9
- Maine State Route 77

## Demografía
En el 2000 la renta per cápita promedia del condado era de $44,048, y el ingreso promedio para una familia era de $54,485. En 2000 los hombres tenían un ingreso per cápita de $35,850 versus $27,935 para las mujeres. El ingreso per cápita para el condado era de $23,949. Alrededor del 7.90% de la población estaba bajo el umbral de pobreza nacional.

## Ciudades y pueblos
| - Baldwin - Bridgton - Brunswick - Cape Elizabeth - Casco - Chebeague Island - Cumberland - Falmouth - Freeport - Frye Island - Gorham - Gray - Harpswell - Harrison | - Jerusalem's Lot - Long Island - Naples - New Gloucester - North Yarmouth - Portland - Pownal - Raymond - Scarborough - Sebago - South Portland - Standish - Westbrook - Windham - Yarmouth |